# Franziska Giffey
Franziska Giffey z domu Süllke (ur. 3 maja 1978 we Frankfurcie nad Odrą) – niemiecka polityk, politolog i samorządowiec, działaczka Socjaldemokratycznej Partii Niemiec (SPD), burmistrz okręgu Neukölln (2015–2018), minister ds. rodziny, osób starszych, kobiet i młodzieży (2018–2021), w latach 2021–2023 burmistrz Berlina, a od 2023 senator ds. gospodarczych i zastępca burmistrza Berlina.

## Życiorys
W 1997 zdała egzamin maturalny, następnie kształciła się w zakresie nauczania języka angielskiego i francuskiego na Uniwersytecie Humboldtów w Berlinie. Później studiowała w FHVR w Berlinie, uzyskując tam w 2005 magisterium. Odbyła również studia doktoranckie na Wolnym Uniwersytecie Berlińskim, doktoryzując się w 2010 z nauk politycznych. Od 2001 do 2010 pracowała w administracji berlińskich okręgów Treptow-Köpenick i Neukölln.
Wstąpiła do Socjaldemokratycznej Partii Niemiec. Została także członkinią organizacji pracowniczej Arbeiterwohlfahrt, Europa-Union Deutschland i Niemieckiego Czerwonego Krzyża. W 2010 weszła w skład zarządu okręgu Neukölln, zajmując się sprawach edukacji, szkół, kultury i sportu. W 2015 została powołana na urząd burmistrza tego okręgu, odpowiadając również za finanse i gospodarkę.
W marcu 2018 władze socjaldemokratów desygnowały ją do objęcia stanowiska ministra ds. rodziny, osób starszych, kobiet i młodzieży w czwartym rządzie Angeli Merkel. Sprawowanie tego urzędu rozpoczęła w tym samym miesiącu.
W 2019 Wolny Uniwersytet Berliński wszczął postępowanie dotyczące jej rozprawy doktorskiej pt. Europas Weg zum Bürger – Die Politik der Europäischen Kommission zur Beteiligung der Zivilgesellschaft, wobec której pojawiły się zarzuty niewłaściwego oznaczania źródeł (wskazujące, że około jedna trzecia pracy może stanowić plagiat, w tym także zawierać niewłaściwie oznaczone cytaty z Wikipedii). Sama Franziska Giffey stwierdziła, że odwoływała się do źródeł zgodnie z wytycznymi promotora.
W związku z tą sprawą w maju 2021 podała się do dymisji z funkcji ministra, kończąc urzędowanie 20 maja tegoż roku (jej następczynią została Christine Lambrecht). W czerwcu 2021 Wolny Uniwersytet Berliński poinformował o odebraniu polityk stopnia doktora.
Franziska Giffey była w tym samym roku nominowana na funkcję burmistrza Berlina. W wyborach z września 2021 uzyskała mandat posłanki do stołecznej Izby Deputowanych. Jej ugrupowanie zawarło koalicję z Zielonymi i Die Linke. Urząd burmistrza niemieckiej stolicy objęła w grudniu 2021. Wybory do berlińskiego parlamentu z powodu stwierdzonych naruszeń zostały jednak unieważnione. W powtórzonych wyborach z lutego 2023 pierwsze miejsce zajęła Unia Chrześcijańsko-Demokratyczna. Franziska Giffey utrzymała mandat poselski, a jej formacja zawiązała koalicję z chadekami. Urząd burmistrza sprawowała do kwietnia 2023, kiedy to zastąpił ją Kai Wegner z CDU. Zgodnie z zawartym porozumieniem została następnie zastępczynią burmistrza oraz senatorem do spraw gospodarki, energii i biznesu.

## Życie prywatne
Zamężna z lekarzem weterynarii Karstenem Giffeyem, z którym ma syna.

## Odznaczenia
- Krzyż Wielki Orderu Izabeli Katolickiej (Hiszpania, 2022)[19]